# Castillo de Caen

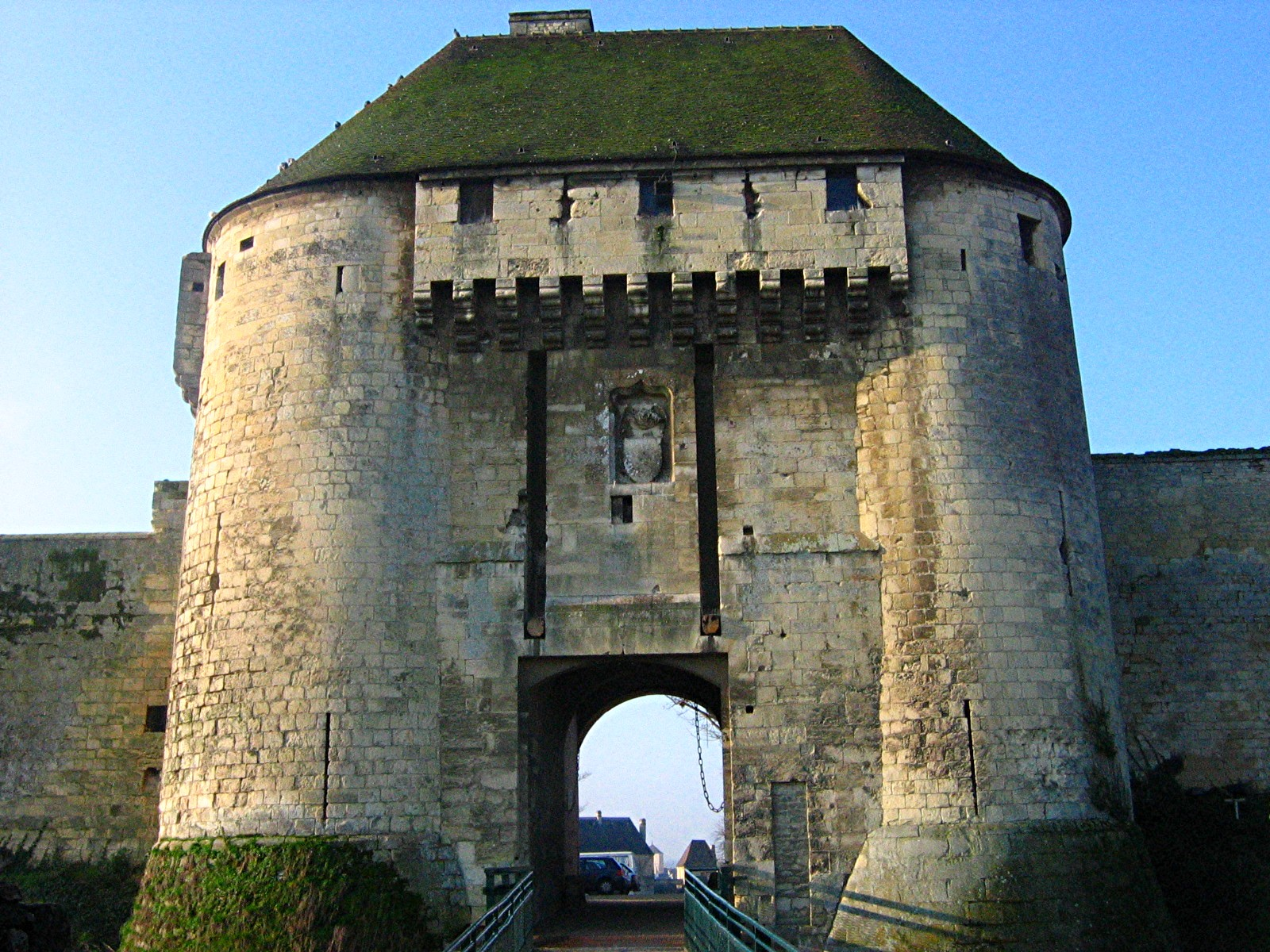
La puerta del castillo de Caen (Porte des champs)

El castillo de Caen (en francés: Château de Caen) es un antiguo castillo medieval de la ciudad francesa de Caen en el departamento de Calvados (Baja Normandía). Fue clasificado como Monument historique en 1886.

## Historia

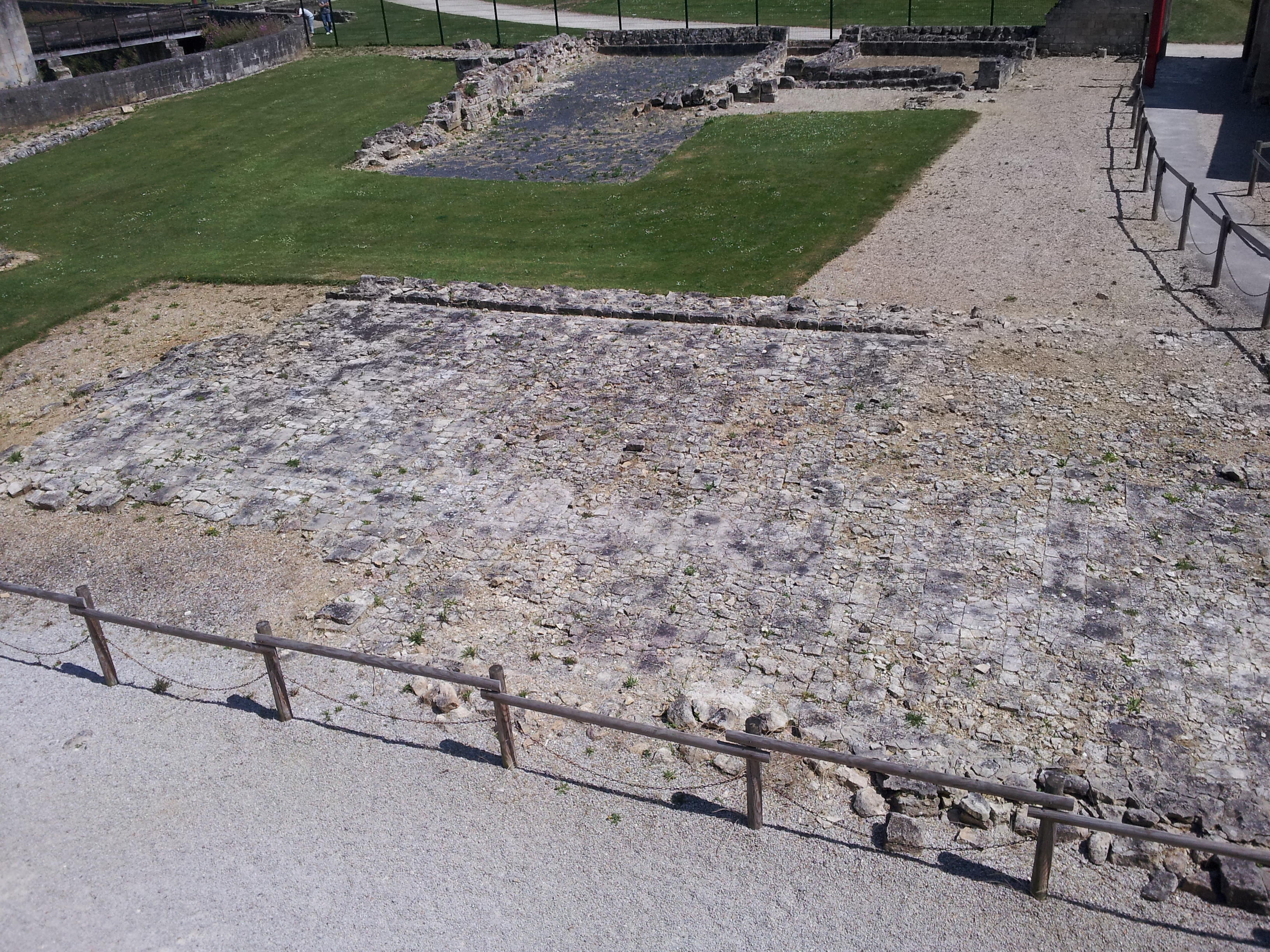
Hallazgos de la residencia de Guillermo I circa 1060.

El castillo fue construido en 1060 por el normando Guillermo I de Inglaterra, quién exitosamente conquistó Inglaterra en 1066. Su hijo Henry construyó luego la iglesia de San Jorge, una torre del homenaje (1123) y una gran sala para el duque de la Corte.
En la Navidad de 1182, una celebración de corte real en el castillo amistó a Enrique II y sus hijos, Ricardo I y John Lackland, recibiendo más de mil caballeros.
El castillo de Caen, como todas las edificaciones de Normandía, fue entregado a la Corona francesa en 1204. Felipe II reforzó las fortificaciones.
El castillo vio varios compromisos durante la Guerra de los Cien Años (1346, 1417, 1450). La torre del homenaje fue destruida en 1793 durante la Revolución francesa, por orden de la Convención Nacional.
El castillo, el cual fue utilizado como trinchera durante Segunda Guerra Mundial, fue bombardeado en 1944, resultando seriamente dañado.
En 1946, Michel de Boüard, un arqueólogo de Caen decidió empezar excavaciones en el área del castillo para encontrar los rastros medievales. El Museo de Bellas Artes de Caen, fue instalado en 1967, abierto en 1971.

## Estructura
El castillo fue construido en una colina y ahora se encuentra en medio de la ciudad. Con un área de 5'5 hectáreas,  es uno de los castillos más grandes en Europa Occidental. Siendo una característica esencial de la estrategia y política normanda.

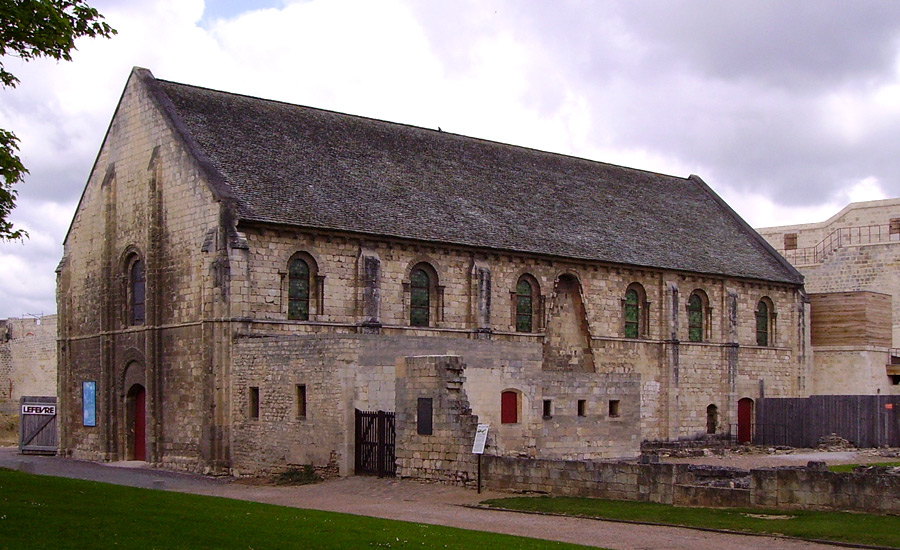
Échiquier, dentro del castillo de Caen

Hoy, el castillo sirve como museo que incluye:
- El Musée des Beaux-Arts de Caen (Museo de Bellas artes de Caen)
- El Musée de Normandie (Museo de Normandía) con exposiciones temporales sobre artes e historia, en la residencia de castillo;
- Iglesia de San Jorge;
- El Échiquier (Tribunal de Cuentas)  de Normandía, utilizado como sala provisional de exposiciones, el cual sentó el Tribunal de Normandía;
- Un jardín que muestra las plantas que se cultivaban en la Edad Media.

La torre del homenaje tuvo una sección cuadrada grande con torres redondas en cada esquina. También estaba rodeado por un foso.
La parte superior de las murallas ofrece una vista espléndida de Caen. Algunas partes de las paredes fueron construidas durante el siglo XII, la mayoría de ellas datan del siglo XV.
El castillo tiene dos puertas: el porte sur la ville (puerta a la ciudad) y el porte des champs (puerta a los campos);  están reforzados por dos barbacanas.

### Trabajos recientes
Desde marzo de 2004, la ciudad de Caen ha experimentado la restauración de las murallas, con la ayuda financiera del ERDF, 6.000 m³ de tierra está siendo sacada, para dar una mejor vista de la pared oeste del siglo XII. Esta operación ha revelado la bodega de una casa privada del siglo XV. Rastros de los establos también han sido encontrados.
La base de la torre del homenaje ha sido aclarada, y se continúa trabajando en excavaciones alrededor de ella.

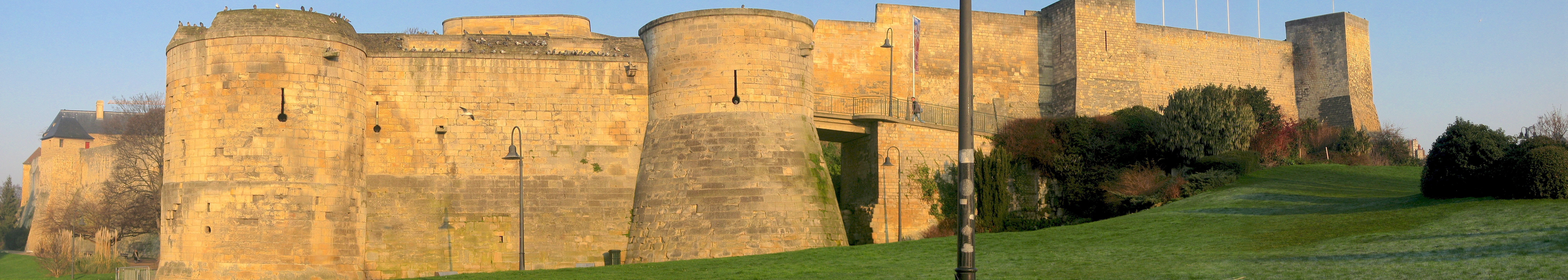
Vista panorámica de la entrada del castillo (Porte sur la ville)